# Gastone Zanon
Gastone Zanon (Padova, 12 novembre 1924 – Padova, 20 luglio 2016) è stato un calciatore italiano.
È stato uno dei "panzer" del Padova di Nereo Rocco.

## Carriera

### Club
Inizia a muovere i primi passi nel calcio nell'Audax a Padova. Nel 1938 viene notato da Vittorio Bonin, ed entra così nelle giovanili del Padova. Indossa per la prima volta la divisa della prima squadra il 12 marzo 1944 in Legnano-Padova 3-1. Divenne uno dei punti di riferimento dei "panzer" di Nereo Rocco. Giocò la sua ultima partita nel marzo del 1957 (Lanerossi-Padova 0-0). Uscì definitivamente dal Padova nel 1958. In totale con la maglia biancoscudata giocò 273 partite ufficiali mettendo a segno 2 gol. Rimane a tutt'oggi uno dei giocatori più rappresentativi del Padova.
La sua carriera termina nel 1957 quando, assieme ad altri giocatori, viene squalificato per sei mesi per via del Caso Padova, per un tentativo di frode sportiva, non consumatosi, della partita Padova-Legnano (3-0) del 12 giugno 1955.

### Nazionale
Nel 1948, mentre studia ingegneria a Padova, viene convocato con la Nazionale universitaria per le Olimpiadi a Londra. Tuttavia rinuncia alla convocazione per la morte del suocero.

## Dopo il ritiro
Rimasto legato al mondo sportivo cittadino, si è dedicato assieme al suo amico Humberto Rosa alla salvaguardia dello Stadio Appiani dopo che il comune di Padova aveva ventilato l'ipotesi dell'abbattimento del intero stadio. La sua impresa è riuscita e lo stadio verrà ristrutturato diminuendone la capienza.
Imprenditore edile, costruì, negli anni sessanta la tribuna est coperta (oggi demolita) dello Stadio Silvio Appiani.
È morto a 91 anni nella sua casa di Padova il 20 luglio 2016.

## Palmarès
- Campionati di Serie B: 1

Padova: 1947-1948